# اشاره (زبان‌شناسی)

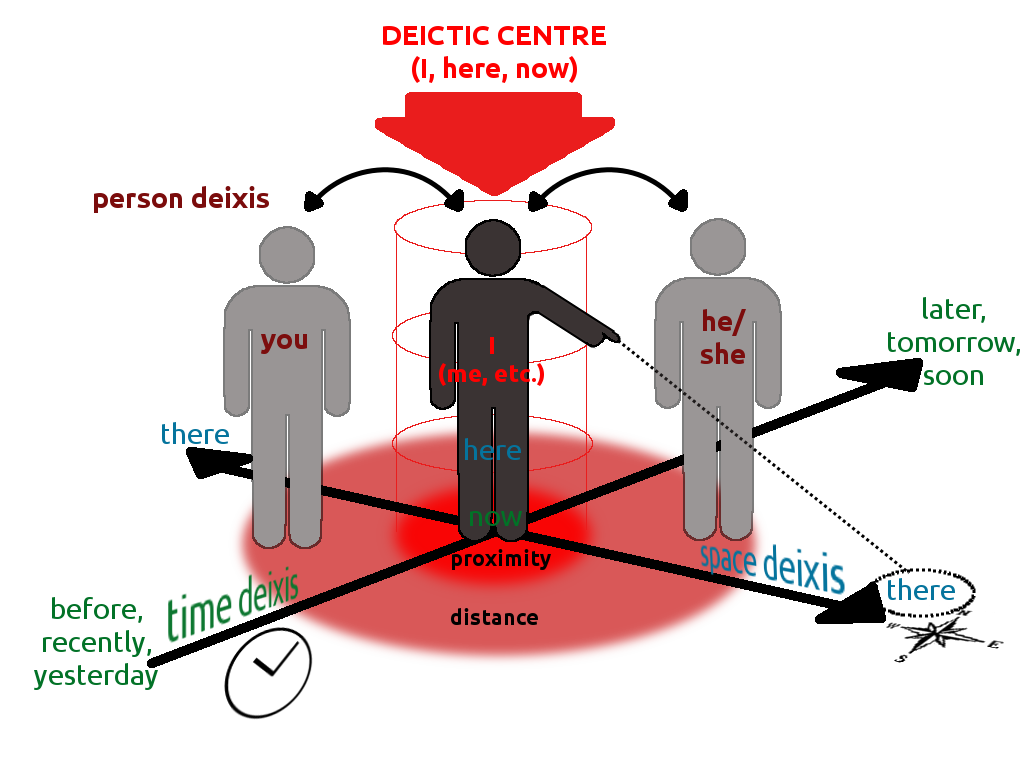
اشاره‌های شخصی، زمانی، و مکانی.

در زبان‌شناسی، مفهوم اشاره (به انگلیسی: deixis)، یعنی استفاده از کلماتی که معنایشان وابسته به موقعیت گفت‌وگو است؛ یعنی برای درک آن‌ها باید بدانیم چه کسی صحبت می‌کند، کجا ایستاده، دربارهٔ چه زمانی حرف می‌زند و به چه چیزی اشاره دارد.
چند مثال ساده:
- وقتی می‌گوییم «اینجا»، باید بدانیم گوینده کجا ایستاده تا بفهمیم منظورش کجاست.
- یا وقتی کسی می‌گوید «او دارد می‌آید»، باید بدانیم «او» به چه کسی اشاره دارد.
- یا در جملهٔ «فردا امتحان داریم»، زمانِ «فردا» بستگی به این دارد که امروز چه روزی است.

انواع اشاره‌گری:
1. اشاره‌گری مکانی: مثل «اینجا»، «آنجا»، «نزدیک»، «دور»
2. اشاره‌گری زمانی: مثل «امروز»، «دیروز»، «الان»، «فردا»
3. اشاره‌گری شخصی: مثل «من»، «تو»، «او»، «ما»، «شما»

بنابر این اشاره‌گری یعنی استفاده از واژه‌هایی که بدون دانستن شرایط گوینده، مکان، زمان یا افراد حاضر، نمی‌توان معنی دقیقشان را فهمید.
در حوزهٔ اشاره، شیوهٔ ارجاع توسط عبارت‌هایی است که معنای خود را از درون بافت متن به‌دست می‌آورند. واژه‌ها زمانی اشاره‌ای هستند که معنای آن‌ها بسته به زمان و مکان تغییر کند. ضمایر شخصی (من، تو، او …) عبارت‌های زمانی (حالا، دیروز ، ...)، و عبارت‌های مکانی (اینجا، آنجا،...) از جمله عبارت‌های اشاره‌ای هستند.
انتخاب یک نوع از عبارات ارجاعی، از بین سایرین، تا حد زیادی بر این اساس است که چه چیزی را گوینده فرض می‌کند که شنونده پیش از این می‌دانسته است. در زمینه‌های بصری مشترک، آن ضمایری که عملکردشان به عنوان عبارات اشاره‌ای است (برای مثال، «این را بگیر»، «به او نگاه کن»)، برای یک ارجاع موفق ممکن است کافی باشد، اما جایی‌که هویت پیچیده‌تر باشد، عبارات اسمی پیچیده‌تری را بکار می‌گیرند. (برای مثال، «آن خارجی با نگاه مسخره را بیاد داری؟»)
پس ارجاع، آشکارا به اهداف گوینده (برای مثال، شناخت چیزی) و اعتقادات گوینده (به این معنا، آیامی‌توان از شنونده انتظار داشت که چیز خاصی را بداند؟) در کاربرد زبان ارتباط دارد.
گونه‌ها:
نظام اشاری عبارت است از:
- الفاظ اشاری دالّ بر شخص، یعنی ضمائر شخصی اوّل شخص و دوم شخص،
- الفاظ اشاری دالّ بر زمان، یعنی نظام زمانی و قیود زمانی،
- الفاظ اشاری دالّ بر مکان، یعنی قیود مکان («اینجا» و «آنجا»)، اسماء و ضمایر اشاره («این»، «آن»، «اینها/اینان»، و «آنها/آنان»)،
- شگردهای نوشتاری دالّ بر گفتار، مانند «در بالا» و «پیش‌گفته»، و
- اشاری‌های اجتماعی: ضمایر خودمانی یا مؤدّبانه‌تر و رسمی‌تر که دالّ بر شأن اجتماعی گوینده و شنونده/شنوندگان‌اند.

## توضیح گونه‌ها
سه نوع اصلی از واژه‌های اشاره‌گر وجود دارد که چارلز جی. فیلمور آن‌ها را دسته‌بندی کرده است: اشاره‌گری شخصی، مکانی و زمانی. در برخی زبان‌ها، مانند زبان اشاره، این نوع‌ها ممکن است با یکدیگر هم‌پوشانی داشته باشند، برای نمونه، اشاره‌گری مکانی و شخصی در ضمایر اشاره‌ای. همچنین برخی زبان‌شناسان گونهٔ چهارمی به نام اشاره‌گری اجتماعی را نیز مطرح کرده‌اند.

## اشاره‌گری شخصی
اشاره‌گری شخصی به افرادی مربوط می‌شود که در یک گفتار نقش دارند. این نوع شامل ضمایر شخصی مانند «من»، «تو»، «او»، «ما» و «آن‌ها» می‌شود. در برخی زبان‌ها حتی ضمیر چهارم یا پنجم هم وجود دارد. این ضمایر می‌توانند اطلاعاتی دربارهٔ شخص، مانند جنسیت یا جایگاه اجتماعی، نیز بدهند.
نمونه‌ها:
من می‌خواهم به سینما بروم.
آیا تو دوست داری شام بخوریم؟
آن‌ها سعی کردند به من آسیب بزنند، ولی او کمکم کرد.

## اشاره‌گری مکانی
اشاره‌گری مکانی به مکان‌هایی اشاره دارد که نسبت به محل گوینده یا شنونده تعیین می‌شوند. این واژه‌ها شامل قیدهایی مانند «اینجا» و «آنجا» و نیز واژه‌های اشاره‌ای مانند «این»، «آن»، «این‌ها» و «آن‌ها» هستند، گرچه فقط محدود به این‌ها نیستند. این واژه‌ها معمولاً مکان را از دید گوینده مشخص می‌کنند.
نمونه:
فروشگاه آن طرف خیابان است.
در این‌جا، «آن طرف خیابان» یعنی نسبت به جایی که گوینده اکنون حضور دارد.
واژه‌های اشاره‌گر مکانی ممکن است بر اساس فاصله از گوینده یا شنونده به چند دسته تقسیم شوند:
- نزدیک به گوینده (proximal): مانند «اینجا»، «این»
- نزدیک به شنونده (medial): مانند «آنجا»، «آن»
- دور از هر دو (distal): مانند «آن‌جا»، «آن»
- خیلی دور (far-distal): مانند واژه‌های قدیمی‌تر انگلیسی چون yon و yonder

برای نمونه، زبان مالاگاسی هفت درجهٔ فاصله را با دو درجهٔ دید ترکیب می‌کند و بسیاری از زبان‌های اسکیمو، مانند زبان‌های اینویت، سامانه‌هایی بسیار پیچیده‌تر دارند.

## اشاره‌گری زمانی
اشاره‌گری زمانی به زمان‌هایی اشاره دارد که نسبت به زمان گفتار یا دریافت گفتار تعریف می‌شوند. این نوع شامل قیدهایی مانند «اکنون»، «به‌زودی»، اسامی زمانی مانند «فردا» و نیز کاربرد زمان دستوری است.
اشاره‌گری زمانی می‌تواند به زمان گفتار (زمان «اکنون» گوینده) یا زمان دریافت (مثلاً هنگام خواندن یا شنیدن جمله) بستگی داشته باشد. هرچند در گفتار رودررو معمولاً این دو یکی هستند، ولی در متن‌های مکتوب یا ضبط‌شده ممکن است متفاوت باشند.
نمونه:
الان باران می‌بارد، ولی امیدوارم وقتی این را می‌خوانی، هوا آفتابی باشد.
زمان‌های دستوری معمولاً به دو دسته تقسیم می‌شوند:
- زمان مطلق (اشاره‌گر): مانند گذشتهٔ ساده در جملهٔ «او رفت.»
- زمان نسبی: مانند گذشتهٔ کامل در جملهٔ «وقتی به خانه رسیدم، او رفته بود.» که نسبت به زمان دیگری بیان می‌شود.[۴]

### اشاره‌گری گفتمانی
اشاره‌گری گفتمانی (یا اشاره‌گری متنی) به کاربرد واژه‌هایی در درون یک گفتار اشاره دارد که به بخش‌هایی از همان گفتار یا متن اشاره می‌کنند، از جمله خود آن جمله. برای نمونه، در جملهٔ «این داستان فوق‌العاده‌ای است»، واژهٔ «این» به بخشی از گفتار که در ادامه خواهد آمد اشاره دارد.
یکی از گونه‌های اشاره‌گری گفتمانی، Switch reference است که ویژگی دستوری برخی زبان‌هاست و مشخص می‌کند که فاعل یک بند، همان فاعل بند پیشین است یا نه. برای نمونه، در ترجمه‌ای مانند «جان به تام مشت زد، و رفت-[نشانهٔ فاعل یکسان]»، منظور این است که جان رفت. اما در «جان به تام مشت زد، و رفت-[نشانهٔ فاعل متفاوت]»، این تام است که رفته است.
اشاره‌گری گفتمانی در ارتباطات با واسطه رایانه نیز دیده شده، به‌ویژه از طریق شکل‌هایی مشابه فلش یا نمادهای بصری که برای اشاره به بخش‌هایی از متن یا گفتار به کار می‌روند.

### اشاره‌گری اجتماعی
اشاره‌گری اجتماعی به اطلاعات اجتماعی‌ای اشاره دارد که در برخی واژه‌ها نهفته است، مانند جایگاه اجتماعی یا میزان آشنایی میان گوینده و شنونده. این نوع شامل تمایزهایی مانند تمایز T–V (تو/شما) و واژه‌های احترام‌آمیز می‌شود.

## مرکز اشاره‌گری
«مرکز اشاره‌گری» (deictic center) یا «اوریگو» مجموعه‌ای از نقطه‌های نظری است که واژه‌های اشاره‌گر بر اساس آن‌ها تفسیر می‌شوند. چون بسیاری از واژه‌های اشاره‌گر به‌صورت خودمرکز (egocentric) به‌کار می‌روند، معمولاً مرکز اشاره‌گری گوینده، مکان و زمان گفتار، جایگاه در گفتمان و عوامل اجتماعی مربوط به آن است. اما در برخی موقعیت‌ها، مرکز اشاره‌گری می‌تواند به شرکت‌کنندگان دیگر در گفتگو یا به اشخاص/مکان‌هایی در یک روایت منتقل شود.
برای نمونه، در جملهٔ:
من اکنون این‌جا ایستاده‌ام.
مرکز اشاره‌گری، گوینده در زمان و مکان گفتار است. اما اگر دو نفر از لندن و نیویورک تلفنی با هم صحبت کنند، فردی که در لندن است می‌تواند بگوید:
ما هفتهٔ آینده از لندن می‌رویم.
که در آن، مرکز اشاره‌گری لندن است. یا می‌تواند بگوید:
ما هفتهٔ آینده به نیویورک می‌آییم.
که در این حالت، مرکز اشاره‌گری نیویورک است. همچنین هنگام روایت داستان دربارهٔ فردی دیگر، مرکز اشاره‌گری معمولاً به آن شخص منتقل می‌شود؛ مثلاً در جملهٔ:
او سپس بیست قدم به چپ دوید.
«چپ» در اینجا به سمت چپ فردی اشاره دارد که داستان دربارهٔ اوست، نه لزوماً چپِ گوینده.

## کاربردها
می‌توان میان دو نوع کاربرد اشاره‌گری تفاوت گذاشت: اشاره‌گری دیداری‌حرکتی (gestural) و اشاره‌گری نمادین (symbolic). همچنین گاه واژه‌های اشاره‌گر در کاربردهایی به‌کار می‌روند که اصلاً اشاره‌گر نیستند.
- در اشاره‌گری دیداری‌حرکتی، درک واژه نیاز به اطلاعات شنیداری یا دیداری دارد. برای نمونه، وقتی گوینده به چیزی اشاره می‌کند و می‌گوید «این» یا «آن». این نوع اشاره ممکن است به نگاه، جهت بدن، یا لحن صدا هم وابسته باشد.
- در اشاره‌گری نمادین، تنها نیاز به دانستن مکان و زمان گفتار است؛ مثلاً:

من این انگشت را شکسته‌ام. ← برای درک «این»، باید بدانیم کدام انگشت را نشان می‌دهد.
من عاشق این شهرم. ← فقط کافی‌ست بدانیم گوینده در کدام شهر است.
در جملهٔ:
یه بار رفتم این شهر…
واژهٔ «این» کاربرد اشاره‌گر ندارد، بلکه مانند حرف تعریف عمل می‌کند و در واقع می‌توانست به‌جای آن «یه» (a) هم بنشیند.

## تفاوت با واژه‌های مشابه
مرز بین اشاره‌گری (deixis) و ارجاع همیشه روشن نیست. معمولاً، ارجاع به چیزی در متن اشاره دارد که قبلاً معرفی شده است. مثلاً در جملهٔ «سوزان بشقاب را انداخت. آن شکست»، واژهٔ «آن» به «بشقاب» اشاره دارد. گاهی یک واژه هم‌زمان هم ارجاعی است و هم اشاره‌گر؛ مثلاً:
من در لندن به دنیا آمدم و تمام عمرم را اینجا/آنجا زندگی کرده‌ام.
در این جمله، «اینجا» یا «آنجا» از یک سو به لندن اشاره دارد (ارجاعی) و از سوی دیگر، بسته به اینکه گوینده هنوز در لندن است یا نه، اشاره‌گر است.
واژه‌های «اشاره‌گری» (deixis) و نمایه‌مندی (indexicality) اغلب به‌جای هم به‌کار می‌روند و هر دو به ارجاع‌های وابسته به بافت اشاره دارند. اما تفاوت‌هایی نیز در پیشینه و زمینهٔ کاربرد آن‌ها وجود دارد. در گذشته، اشاره‌گری بیشتر به ارجاع فضایی و زمانی مربوط می‌شد و نمایه‌مندی مفهومی گسترده‌تر داشت. همچنین، اشاره‌گری بیشتر با زبان‌شناسی مرتبط است، در حالی که نمایه‌مندی بیشتر در زمینه‌های فلسفه و کاربردشناسی به‌کار می‌رود.